# 宇和島運転区
宇和島運転区（うわじまうんてんく）は、愛媛県宇和島市錦町の宇和島駅構内にある四国旅客鉄道（JR四国）の運転士が所属する組織である。2022年3月ダイヤ改正までは車掌も所属していたが、ダイヤ改正に伴い車掌業務は松山運転所に移管された。
国鉄時代には車両配置があったが、現在はない。略号は「四ウワ」（四国総局の「四」に宇和島を示す「ウワ」）であった。
四国で唯一、扇形庫が現存する（後述）。

## 歴史
- 1914年（大正3年）10月18日 - 宇和島鉄道の機関庫として創設。
- 1933年（昭和8年）8月1日 - 宇和島鉄道が国有化され、軽便車両の承継と併せて官設鉄道の宇和島機関庫となる。
- 1936年（昭和11年）9月 - 宇和島機関区に改称。
- 1941年（昭和16年）3月 - 新線建設および改軌工事用にC12形蒸気機関車が配置される。
- 1970年（昭和45年）3月 - 内子線貨物無煙化により蒸気機関車の運用が終了。
- 1984年（昭和59年）月日不明 - 宇和島運転区に改称。
- 1987年（昭和62年）4月1日 - 国鉄分割民営化により、四国旅客鉄道に継承。
- 2022年（令和4年）3月12日 - 車掌業務を松山運転所へ移管。

## 扇型庫の存廃問題
宇和島運転区の扇形庫は1941年に建設され、転車台（1937年設置）と共に当時運用されていたC12形蒸気機関車などの運用拠点として使用されていた。無煙化後使用機会は大きく減少し、現在ではイベント列車などが使用する程度である。このためJR四国は、扇形庫と転車台について使命を終えたとし、土地の売却のために解体するとしている。これに対し、愛媛県などで建造物の保存と活用に取り組む有志らの団体が、JR四国から転車台と扇型庫を含む売却予定の土地を借り受け、アトリエなどとして再活用する計画を打ち出しているが、資金不足で実現できるかどうか不明である。
JR四国と一般社団法人「床下土風」（京都市）の間で定期借地契約を結ぶ協議が行われたが、2022年6月末までの契約締結には至らなかった。そのため台風の季節を前に飛散防止工事が行われ、屋根や外壁を撤去し骨組みのみが残されることになった。